# Sydbøg-familien
Sydbøg-familien (Nothofagaceae) er en lille familie, som er udbredet henholdsvis i Sydamerika og på Ny Guinea. Den omfatter kun én slægt, den nedenstående, og 35 arter. I det ældre Cronquists system var slægten og familien Sydbøg indordnet i Bøge-familien.
| Slægter |

- Sydbøg (Nothofagus)